# Vibrationsschweißen
Das Vibrationsschweißen (genauer: Vibrationsreibschweißen) bezeichnet ein stoffschlüssiges Verfahren zum Fügen thermoplastischer Kunststoffe oder metallischer Werkstoffe. Als eine Form des Reibschweißens basiert es auf der Entwicklung von Wärme durch Reibung. Es eignet sich besonders zum Verbinden großflächiger Fügeteile.

## Grundprinzip
Zwei Fügeteile werden in eine oszillierende Relativbewegung versetzt. Oft wird hierbei nur ein Teil bewegt und das andere fixiert. Eine Anpresskraft drückt die Werkstücke zusammen. Dadurch tritt bei der Bewegung Reibung auf, die Reibungswärme verursacht. Die Werkstoffe plastifizieren an der Kontaktstelle und bilden eine Schweißnaht. Unter Druck werden die Teile gefügt und abgekühlt.

## Anwendung
Angewendet wird das Verfahren hauptsächlich in der Automobilindustrie. Es können Teile im Motorraum, Interieur, Exterieur oder bspw. Autoschlüssel verschweißt werden.
Beispiele dafür sind:
| Bereich   | Beispiele                                                       |
| --------- | --------------------------------------------------------------- |
| Motorraum | - Ansaugrohre - Luftkanäle                                      |
| Interieur | - Handschuhfachklappen - Hutablagen - Armaturen - Sonnenblenden |
| Exterieur | - Reflektoren - Heckleuchten - Stoßfänger                       |

## Phasen
1. Feststoffreibung: Durch die Reibung an den Grenzflächen werden die Fügeteile bis zur Schmelztemperatur erhitzt.
2. Instationäre Schmelzreibphase: Die Abschmelzgeschwindigkeit erhöht sich und es baut sich ein Schmelzefilm auf.
3. Quasistationäre Schmelzreibphase: Diese Phase ist dadurch definiert, dass die Abschmelzgeschwindigkeit konstant ist. Sie bestimmt die Festigkeit der Fügung.
4. Haltephase und Abkühlphase: Die Fügeteile kühlen unter Druck ab.

## Art der Bewegung

### Linearschweißen
Beim Linearschweißen werden die Werkstoffe in eine lineare Schwingung versetzt. Das bedeutet, dass die Fügeflächen mindestens so breit wie die doppelte Schwingungsamplitude sein müssen. Es ergibt sich eine Achse mit einem Ruhepunkt, auf der der Werkstoff schwingt.

### Biaxiales Schweißen
Während es bei dem linearen Schweißen nur eine Schwingachse gibt, wird bei dem biaxialen Schweißen eine weitere Achse ergänzt. Die Schwingung verläuft zweidimensional. Die Fügeflächen müssen auf der Schweißebene eine Elongation in zwei Richtungen mit jeweils doppelter Amplitude zulassen. Biaxiales Schweißen kann orbital, multidirektional oder zirkular ausgeführt werden.

### Winkelschweißen
Durch das Antriebsaggregat wird eine Drehbewegung um einen fixen Punkt erzeugt. Das Verfahren wird industriell nur selten eingesetzt.

## Vorteile

### Keine Zusatzstoffe
Die benötigte Prozessenergie ergibt sich allein aus der Reibbewegung. Gegensätzlich dazu steht die Fügetechnik Kleben, bei der ein Klebstoff notwendig ist, um die Werkstoffe zu verbinden.

### Viele Plastomere
Fast alle Plastomere können durch das Vibrationsschweißen mit sich selbst gefügt werden. Das ist dadurch begründet, dass die reversible, thermische Verformbarkeit die beschreibende Eigenschaft von Thermoplasten ist. Das Fügen unterschiedlicher Kunststoffe ist nur in manchen Fällen möglich.

### Kurze Prozesszeit
Die Prozesszeit ist sehr gering, sie beträgt abhängig von der Größe der Fügeflächen nur wenige Sekunden.

## Herausforderungen

### Vorbereitung der Fügeflächen
Die Fügeflächen müssen schon während der Konstruktion auf dieses Schweißverfahren abgestimmt sein. Je kleiner die Fläche, desto geringer ist die verschweißte Fläche und damit auch die Traglast der Schweißnaht.
Als Verstärkung können bei Bedarf Füll- und Verstärkungsstoffe wie
- Glasfasern
- Kohlenstofffasern
- Glasvliese oder Matten
- Glaskugeln
- Kreide
- Glimmer
- Talkum
- Quarzmehl
- Metallpulver

ergänzt werden.

### Hohe Kräftewirkungen
Bei hohen Frequenzen, Amplituden und Werkzeuggewichten treten hohe Kräfte am Werkstoff und Spannwerkzeug auf. Sie müssen bei der Konstruktion dieser berücksichtigt werden.